# تركيبة جالينيك
تتعامل تركيبة جالينيك مع مبادئ تحضير الأدوية وتركيبها من أجل تحسين امتصاصها. سميت تركيبة جالينيك على اسم جالينوس، طبيب يوناني من القرن الثاني الميلادي، قام بتدوين تحضير الأدوية باستخدام مكونات متعددة. اليوم، تعد تركيبة الجالينيك جزءًا من التركيبة الصيدلانية. تؤثر الصيغة الصيدلانية للدواء على الحرائك الدوائية وديناميكيات الدواء وملف أمان الدواء.